# Frank Booth (nuotatore)
Frank Ewen Booth (Los Angeles, 4 ottobre 1910 – Newport Beach, 1º dicembre 1980) è stato un nuotatore statunitense.
Specializzato nello stile libero ha vinto la medaglia d'argento nella staffetta 4x200 m sl alle Olimpiadi di Los Angeles 1932.

## Palmarès
- Olimpiadi
  - Los Angeles 1932: argento nella staffetta 4x200 m sl.